# Mietbelastungsquote

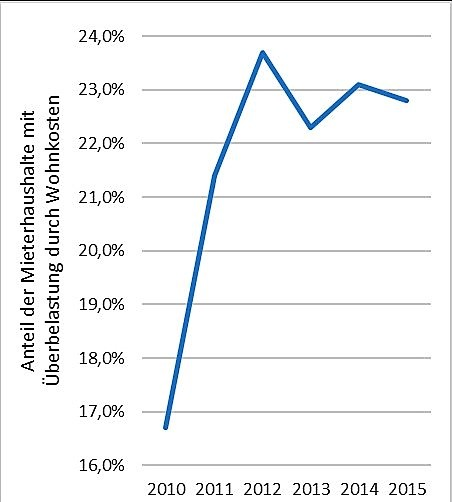
Anteil der deutschen Mieterhaushalte aus dem freien Wohnungsmarkt mit einer Überbelastung durch alle das Wohnen betreffende Kosten (Miete, Heizkosten etc.). Eine Überbelastung liegt vor, wenn die Wohnkosten höher als 40 % des verfügbaren Haushaltseinkommens sind. Diese Kennzahl entspricht dem Eurostat-Indikator „Housing cost overburden rate“.

Die Mietbelastungsquote ist eine betriebswirtschaftliche Kennzahl, welche den Anteil der Wohnungsmiete am Jahreseinkommen eines Privathaushalts wiedergibt.

## Allgemeines
Einige Kennzahlen sind bei der privaten Finanzplanung und privaten Liquiditätsrechnung von Privatpersonen von wesentlicher Bedeutung. Dazu gehören unter anderem der Schuldendienstdeckungsgrad (betrifft Kreditzinsen und Tilgungen bei aufgenommenen Krediten) und die Mietbelastungsquote. Letztere liefert Hinweise auf die finanzielle Belastung von Privathaushalten durch Wohnen und zeigt den finanziellen Spielraum für andere Ausgabenzwecke. Kennzahlen wie diese sollen Privatpersonen signalisieren, ob sie mietbedingte Finanzierungsrisiken besitzen, welche die Gefahr einer Privatinsolvenz in sich bergen können. Deshalb untersucht die Finanzanalyse bestimmte Ausgabengruppen, um deren Anteil am Einkommen zu ermitteln.
Die Bedeutung des Schuldendienstdeckungsgrads nimmt zu, wenn bei konstantem Einkommen das Zinsniveau steigt. Entsprechend steigt die Mietbelastungsquote, wenn Wohnungsmieten etwa wegen Wohnraummangels überproportional zum Einkommenszuwachs steigen.

## Rechtsfragen
Auch das Mietrecht befasst sich mit der Mietbelastung. Ein angespannter Wohnungsmarkt im Sinne des § 556d BGB liegt insbesondere dann vor, wenn die Mieten deutlich stärker steigen als im bundesweiten Durchschnitt, die durchschnittliche Mietbelastung der Privathaushalte den bundesweiten Durchschnitt deutlich übersteigt, die Wohnbevölkerung wächst, ohne dass durch Neubautätigkeit insoweit erforderlicher Wohnraum geschaffen wird oder geringer Leerstand bei großer Nachfrage besteht.

## Berechnung
Gegenübergestellt werden bei der Mietbelastungsquote das Nettoeinkommen {\displaystyle E_{n}} und die Bruttokaltmiete {\displaystyle BKM}. Das Nettoeinkommen steht dem Haushalt nach Abzug aller Abgaben, Steuern und Beiträge für Pflichtversicherungen zur Verfügung. Die Bruttokaltmiete besteht aus der Nettokaltmiete und den kalten Nebenkosten (außer Heiz- und Warmwasserkosten), wobei etwaige Nachzahlungen zu berücksichtigen sind:
{\displaystyle {\text{Mietbelastungsquote}}={\frac {BKM}{E_{\mathrm {n} }}}}.
Je höher die Mietbelastungsquote bei konstantem Einkommen anwächst, umso mehr steigen die Finanzierungsrisiken und umgekehrt. Der Haushalt kann dadurch weniger sparen oder muss seine Konsumausgaben senken.

## Wirtschaftliche Aspekte
Bereits Hermann Schwabe formulierte 1868 das Schwabesche Gesetz, wonach der Anteil der Wohnungsausgaben (Miete und Nebenkosten) mit steigendem Einkommen prozentual abnimmt. „Je ärmer jemand ist, desto größer ist die Summe, welche er im Verhältnis zu seinem Einkommen verausgaben muss“.
Die vertretbare Mietbelastungsquote liegt bei maximal 30 % des Nettoeinkommens. Kreditinstitute legen diese Mietbelastungsquote ihren Kreditwürdigkeitsprüfungen und ihren Kreditscorings zugrunde. Darüber hinausgehende Quoten stellen eine Überbelastung dar und bedeuten ein erhebliches Finanzierungsrisiko des Privathaushalts, das die Kreditwürdigkeit einschränkt. Kommt es zu Einkommenseinbußen (ausbleibende Gratifikationen oder Prämien, Kurzarbeitergeld oder Arbeitslosigkeit), steigt bei konstant bleibender Bruttokaltmiete die Mietbelastungsquote und umgekehrt. Die Folge können Mietrückstände und Kündigung von Mietverträgen sein.
Die Mietbelastungsquote variiert einerseits mit der Größe des Privathaushalts. Ein Einpersonenhaushalt musste 2018 eine Quote von 31,1 % tragen, 2 Personen 23,3 %, 3 Personen 23,1 % und 4 Personen 22,6 %. Andererseits ist sie in Ballungsgebieten wie Großstädten höher als auf dem Land. Veränderungen der Wohnfläche und der Wohnqualität wirken sich ebenfalls auf die Mietbelastungsquote aus. Außerdem weisen einkommensschwache Haushalte tendenziell höhere Mietbelastungsquoten auf.

## Statistik
Aus einer Studie zu den Wohnverhältnissen ergeben sich für deutsche Großstädte folgende Mietbelastungsquoten:
| Stadt                                 | Mietbelastungsquote in % (2014) | Mietbelastungsquote in % (2018) | Anteil der Haushalte mit einer Mietbelastungsquote von über 30 % |
| ------------------------------------- | ------------------------------- | ------------------------------- | ---------------------------------------------------------------- |
| Durchschnittliche Mietbelastungsquote | 25,2                            | 27,2                            |                                                                  |
| Berlin                                | 30,3                            | 43,8                            | 44 %                                                             |
| Bonn                                  | 30,3                            | 45,5                            | 45 %                                                             |
| Bremen                                | 29,1                            | 47,5                            | 48 %                                                             |
| Bremerhaven                           | 31,0                            | 46,5                            | 46 %                                                             |
| Düsseldorf                            | 29,2                            | 38,8                            | 45 %                                                             |
| Frankfurt am Main                     | 28,8                            | 42,1                            |                                                                  |
| Freiburg im Breisgau                  | 25,8                            | 41,5                            |                                                                  |
| Hamburg                               | 28,6                            | 42,8                            |                                                                  |
| Köln                                  | 31,0                            | 48,4                            | 46 %                                                             |
| München                               | 29,1                            | 40,5                            |                                                                  |
| Neuss                                 | 30,1                            | 49,0                            | 50 %                                                             |
| Offenbach am Main                     | 28,7                            | 45,6                            | 44 %                                                             |

Veränderungen der Mietbelastungsquote ergeben sich auch aus einer Veränderung der der Quote zugrunde liegenden Größen. Düsseldorf beispielsweise weist 2018 eine um fast 10 Prozentpunkte niedrigere Mietbelastungsquote als Köln auf, obwohl das Mietpreisniveau in beiden Städten kaum voneinander abweicht. Grund ist das Einkommensniveau (Pro-Kopf-Einkommen), das in Düsseldorf höher liegt als in Köln.

## International
Ein auf europäischer Ebene etablierter Standard zur Bestimmung der Überlastung durch Miete und andere mit dem Wohnen verbundene Kosten ist die Quote der Überbelastung durch Wohnkosten. Eurostat und OECD gehen von einer maximal tragbaren Wohnkostenbelastung (englisch Housing Cost Burden) von 40 % des verfügbaren Nettoeinkommens aus. Darüber liegt eine Überbelastung (englisch overburden) vor, von der im Jahr 2023 circa 13 % der Deutschen betroffen waren. Europaweit lag der Durchschnitt bei 8,8 %, wobei Griechenland die Statistik mit einem Anteil von 28,5 % der Bevölkerung anführte. Den geringsten Anteil hatte Zypern mit 2,6 %.